# Blink-182 in Concert
Blink-182 in Concert  (también conocido como The Summer Tour o el Greatest Hits Tour) fue la décima gira de conciertos de la banda pop punk estadounidense blink-182.

## Actos de apertura
- The All-American Rejects
- Asher Roth[3]
- Chester French
- Fall Out Boy
- Panic! at the Disco
- Taking Back Sunday
- Weezer
- Motion City Soundtrack
- Bobby Light

|
- Valencia
- The Planet Smashers
- illScarlett
- The Academy Is...
- The Aquabats
- Mickey Avalon
- Twin Atlantic
- All Time Low
- Thrice

|}

## Lista de canciones
1. "Dumpweed"
2. "Feeling This"
3. "The Rock Show"
4. "Easy Target" or "Go"
5. "What's My Age Again?"
6. "Obvious" or "Violence"
7. "I Miss You"
8. "Stay Together for the Kids"
9. "Down"
10. "Always"
11. "Stockholm Syndrome"
12. "First Date"
13. "Man Overboard"
14. "Going Away to College" or "Don't Leave Me"
15. "Not Now"
16. "All the Small Things"
17. "Adam's Song"
18. "Reckless Abandon"
19. "Josie"
20. "Anthem Part Two"

Encore
1. "Untitled I"
2. "Carousel"
3. "Dammit"

## Fechas de la gira
| Fecha                    | Ciudad            | País           | Lugar                                     |
| ------------------------ | ----------------- | -------------- | ----------------------------------------- |
| Norteamérica             |                   |                |                                           |
| 23 de julio de 2009      | Las Vegas         | Estados Unidos | The Joint                                 |
| 24 de julio de 2009      | Las Vegas         | Estados Unidos | The Joint                                 |
| 28 de julio de 2009      | Vancouver         | Canadá         | General Motors Place                      |
| 30 de julio de 2009      | Calgary           | Canadá         | Pengrowth Saddledome                      |
| 31 de julio de 2009      | Edmonton          | Canadá         | Rexall Place                              |
| 1 de agosto de 2009      | Saskatoon         | Canadá         | Credit Union Centre                       |
| 2 de agosto de 2009      | Winnipeg          | Canadá         | MTS Centre                                |
| 4 de agosto de 2009      | Milwaukee         | Estados Unidos | Marcus Amphitheater                       |
| 6 de agosto de 2009      | Mansfield         | Estados Unidos | Comcast Center                            |
| 7 de agosto de 2009      | Montreal          | Canadá         | Bell Centre                               |
| 8 de agosto de 2009      | Toronto           | Canadá         | Molson Amphitheatre                       |
| 9 de agosto de 2009      | Wantagh           | Estados Unidos | Nikon at Jones Beach Theater              |
| 12 de agosto de 2009     | Hershey           | Estados Unidos | Hersheypark Stadium                       |
| 13 de agosto de 2009     | Cincinnati        | Estados Unidos | Riverbend Music Center                    |
| 14 de agosto de 2009     | Burgettstown      | Estados Unidos | Post-Gazette Pavilion                     |
| 15 de agosto de 2009     | Tinley Park       | Estados Unidos | First Midwest Bank Amphitheatre           |
| 16 de agosto de 2009     | Council Bluffs    | Estados Unidos | Westfair Amphitheatre                     |
| 18 de agosto de 2009     | Saint Paul        | Estados Unidos | Xcel Energy Center                        |
| 20 de agosto de 2009     | Noblesville       | Estados Unidos | Verizon Wireless Music Center             |
| 21 de agosto de 2009     | Darien            | Estados Unidos | Darien Lake Performing Arts Center        |
| 22 de agosto de 2009     | Clarkston         | Estados Unidos | DTE Energy Music Theatre                  |
| 23 de agosto de 2009     | Toronto           | Canadá         | Molson Amphitheatre                       |
| 25 de agosto de 2009     | Wantagh           | United States  | Nikon at Jones Beach Theater              |
| 26 de agosto de 2009     | Holmdel Township  | United States  | PNC Bank Arts Center                      |
| 27 de agosto de 2009     | Camden            | United States  | Susquehanna Bank Center                   |
| 29 de agosto de 2009     | Hartford          | United States  | Comcast Theatre                           |
| 30 de agosto de 2009     | Columbia          | United States  | Merriweather Post Pavilion                |
| 31 de agosto de 2009     | Saratoga Springs  | United States  | Saratoga Performing Arts Center           |
| 4 de septiembre de 2009  | Bonner Springs    | United States  | Capitol Federal Park at Sandstone         |
| 6 de septiembre de 2009  | Greenwood Village | United States  | Fiddler's Green Amphitheatre              |
| 7 de septiembre de 2009  | Orem              | United States  | McKay Events Center                       |
| 9 de septiembre de 2009  | Portland          | United States  | Veterans Memorial Coliseum                |
| 10 de septiembre de 2009 | Auburn            | United States  | White River Amphitheatre                  |
| 12 de septiembre de 2009 | Wheatland         | United States  | Sleep Train Amphitheatre                  |
| 13 de septiembre de 2009 | Mountain View     | United States  | Shoreline Amphitheatre                    |
| 14 de septiembre de 2009 | Bakersfield       | United States  | Rabobank Arena                            |
| 16 de septiembre de 2009 | Chula Vista       | United States  | Cricket Wireless Amphitheatre             |
| 17 de septiembre de 2009 | Irvine            | United States  | Verizon Wireless Amphitheatre             |
| 18 de septiembre de 2009 | Irvine            | United States  | Verizon Wireless Amphitheatre             |
| 19 de septiembre de 2009 | Tempe             | United States  | Tempe Beach Park Amphitheatre             |
| 21 de septiembre de 2009 | Albuquerque       | United States  | Journal Pavilion                          |
| 23 de septiembre de 2009 | Dallas            | United States  | SuperPages.com Center                     |
| 24 de septiembre de 2009 | The Woodlands     | United States  | Cynthia Woods Mitchell Pavilion           |
| 26 de septiembre de 2009 | West Palm Beach   | United States  | Cruzan Amphitheatre                       |
| 27 de septiembre de 2009 | Tampa             | United States  | Ford Amphitheatre                         |
| 28 de septiembre de 2009 | Pelham            | United States  | Verizon Wireless Music Center             |
| 29 de septiembre de 2009 | Maryland Heights  | United States  | Verizon Wireless Amphitheater             |
| 30 de septiembre de 2009 | Cuyahoga Falls    | United States  | Blossom Music Center                      |
| 2 de octubre de 2009     | Virginia Beach    | United States  | Verizon Wireless Amphitheater             |
| 3 de octubre de 2009     | Atlantic City     | United States  | Borgata Event Center                      |
| 4 de octubre de 2009     | New York          | United States  | Madison Square Garden                     |
| 6 de octubre de 2009     | Charlotte         | United States  | Verizon Wireless Amphitheatre             |
| 7 de octubre de 2009     | Atlanta           | United States  | Aaron's Amphitheatre at Lakewood          |
| 10 de octubre de 2009    | Los Ángeles       | United States  | Hollywood Palladium                       |
| 12 de octubre de 2009    | Santa Bárbara     | United States  | Santa Barbara Bowl                        |
| Europa                   |                   |                |                                           |
| 16 de agosto de 2010     | Aberdeen          | Escocia        | Press & Journal Arena                     |
| 17 de agosto de 2010     | Glasgow           | Escocia        | Scottish Exhibition and Conference Centre |
| 19 de agosto de 2010     | Hasselt           | Bélgica        | Kempische Steenweg                        |
| 20 de agosto de 2010     | Biddinghuizen     | Países Bajos   | Spijk en Bremerberg                       |
| 21 de agosto de 2010     | Lüdinghausen      | Alemania       | Flugplatz Borkenberge                     |
| 22 de agosto de 2010     | Leipzig           | Alemania       | Störmthaler See                           |
| 24 de agosto de 2010     | Hamburgo          | Alemania       | Trabrennbahn Bahrenfeld                   |
| 25 de agosto de 2010     | Übersee           | Alemania       | Almfischer Festivalgelände                |
| 27 de agosto de 2010     | París             | Francia        | Domaine National de Saint-Cloud           |
| 28 de agosto de 2010     | Leeds             | Inglaterra     | Bramham Park                              |
| 29 de agosto de 2010     | Reading           | Inglaterra     | Little John's Farm                        |
| 31 de agosto de 2010     | Dublín            | Irlanda        | The O2                                    |
| 3 de septiembre de 2010  | Wiesen            | Austria        | Festivalgelände Wiesen                    |
| 4 de septiembre de 2010  | Bologna           | Italia         | Arena Parco Nord                          |
| Norteamérica             |                   |                |                                           |
| 26 de septiembre de 2010 | Fontana           | Estados Unidos | Auto Club Speedway                        |